# TuS Kleefeld
Der TuS Kleefeld (offiziell: Turn- und Sportverein Kleefeld Hannover 1888/1945 e.V.) ist ein Sportverein aus dem hannoverschen Stadtteil Kleefeld. Die erste Fußballmannschaft spielte von 1947 bis 1949 in der höchsten niedersächsischen Amateurliga. 

## Geschichte
Im Jahre 1919 wurde im 1888 gegründeten Turnvereins Kleefeld eine Fußballabteilung gegründet. Im Rahmen der Reinlichen Scheidung spalteten sich die Fußballer im Jahre 1924 als FC 1919 Kleefeld ab. Nach dem Zweiten Weltkrieg fusionierten am 18. November 1945 der TV Kleefeld und der FC Kleefeld zum heutigen TuS Kleefeld.
Im Jahre 1947 wurde der TuS in die zweitklassige Landesliga Hannover aufgenommen und verpasste zwei Jahre später die Qualifikation für die Amateuroberliga Niedersachsen. Stattdessen wurde die Mannschaft in die drittklassige Amateurliga Hannover eingruppiert, wo man 1951 die Klasse erst nach einem Entscheidungsspielsieg gegen den TSV Wennigsen hielt. Zehn Jahre später wurde die Mannschaft mit zwei Punkten Rückstand auf Borussia Hannover Vizemeister. Drei Jahre später verpasste der TuS die Qualifikation für die neu geschaffene Verbandsliga Süd, in die man 1965 schließlich aufstieg. Hier konnte man sich bis 1971 halten, ehe eine sportliche Talfahrt einsetzte, die 1976 in der Kreisklasse endete. Im Jahre 2006 gelang noch einmal der Aufstieg in die Bezirksoberliga Hannover. Nach der Saison 2010/11 zog der Verein seine Mannschaft aus der nunmehr Landesliga Hannover genannten Spielklasse zurück und stieg ein Jahr später aus der Bezirksliga Hannover 2 ab. Zwischenzeitlich in die 1. Kreisklasse abgestiegen, gelang 2017 der Aufstieg in die Kreisliga und 2025 in die Bezirksliga Hannover. Der Auswärtssieg gegen den SC Polonia besiegelte den Aufstieg 2025; mit 2:4 für Kleefeld endete das Spiel, so auf fussball.de.
Der ehemalige Nationalspieler Walter Rodekamp betrieb von 1974 bis 1983 das Vereinsheim des TuS Kleefeld. Oliver Stoecking absolvierte 16 Zweitliga- und ein Bundesligaspiel für Hannover 96.